# Kratu
Kratu (Sanskrit क्रतु Kratu m. „Plan“, „Einsicht“) ist im Hinduismus einer der großen Weisen (Rishi) und gehört zu den Prajapatis, und somit einer der gedankengeborenen Söhne Brahmas. Mit seiner Frau Samnati zeugte er 60.000 Söhne, die Valakhilyas, weise Däumlinge, die die Sonne bewachen.